# Уквушвуйнен
Уквушвуйнен — горы в составе Корякского нагорья. Находятся на территории Чукотского автономного округа.

## Топоним
Чукотское название — Выквычгыйӈын — «каменище», от выквы-н — «камень» + суффикс, имеющий увеличительно-пренебрежительное значение -чгыйӈын.

## География
Короткий средневысотный хребет. Вместе с хребтами Пенжинский, Рарыткин, Олюторский горы входят в систему Корякского нагорья. Уквушвуйнен включают в себя хребты Янранай, Туманный, Якану, Чёрный, Дикий, Скалистый и другие. На северо-востоке примыкают к Анадырской низменности.
Вблизи расположены озёра Ваамочка, Пекульнейское, Майниц.